# 半藏門
35°41′02″N 139°44′44″E / 35.68389°N 139.74556°E

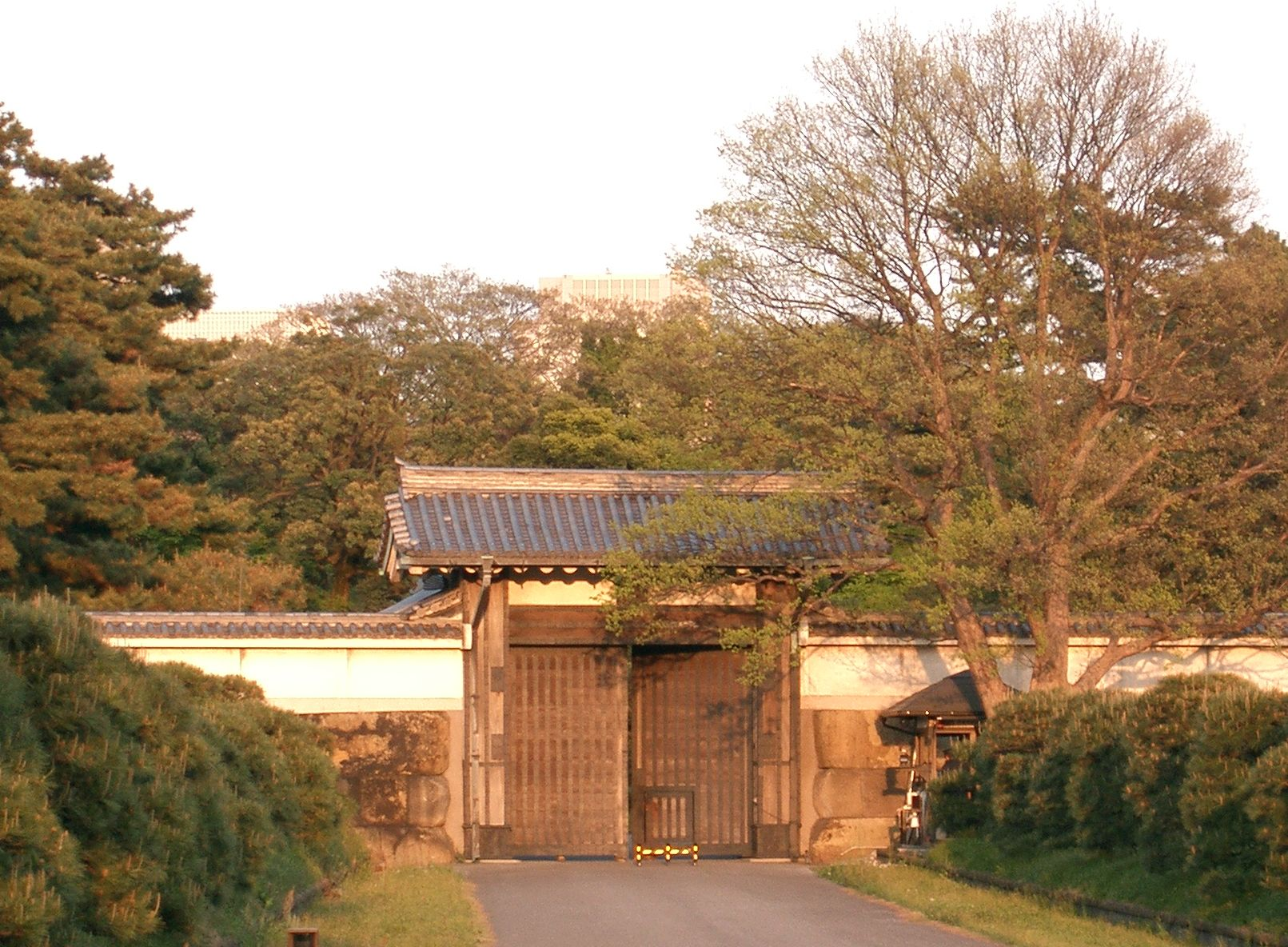
半藏門（2007年4月攝）

半藏門（日语：／ Hanzō mon */?）是日本江戶城（現皇居）的城門之一，位於江戶城西端，與甲州街道（現國道20號）相通，和大手門位置相反。門名的由來有兩種說法，一是取自於德川家家來服部正成、正就父子的統稱「半藏」；二是因山王祭的山車太大，只有一半面積可以放入城門。現在「半藏門」也可以指地鐵半藏門站附近地區，行政區為千代田區麴町一丁目，東京都會電視台與FM東京的總部和英國駐日大使館即位於半藏門附近。